# What Lies Beneath (álbum)
What Lies Beneath é o terceiro álbum de estúdio da cantora finlandesa Tarja Turunen. O disco foi lançado em setembro de 2010, e possui várias edições especiais para diferentes países, cada uma contendo diferentes faixas bônus não inclusas na versão padrão, e é o primeiro disco na carreira da cantora em que ela é a principal produtora e compositora de todas as faixas.
Tarja começou a compor canções novas já em 2008, quando ainda se encontrava na turnê de divulgação de seu álbum anterior, e, ao fim de 2009, ela revelou o título de seu até então novo disco, e também confirmou que já possuía dezessete canções prontas para o estúdio, incluindo um clássico dos anos 80 que ela iria regravar, mais tarde revelado como "Still of the Night", da banda Whitesnake. O álbum foi gravado e editado em diferentes estúdios na Finlândia, Argentina, República Checa e Turquia, e apesar de ter gravado com uma banda principal, Tarja também contou com a participação especial de vários músicos em diferentes instrumentos.
"What Lies Beneath" se saiu muito bem nas paradas europeias, sendo o álbum de heavy metal mas vendido na Itália em sua primeira semana, e estreou em quarto lugar nas paradas alemãs, além de também ter estreado em sétimo lugar na Finlândia e em vigésimo quarto lugar no Top Heatseekers, a parada da Billboard americana que lista novos artistas com carreiras em desenvolvimento, e alcançou o décimo terceiro lugar na lista da Billboard que destaca os álbuns mais vendidos da semana na Europa. Para promover o álbum, Tarja realizou a What Lies Beneath World Tour, que iniciou em 12 de junho de 2010 e acabou em 8 de abril de 2012.

## Antecedentes e produção
Em 2008, durante a sua turnê mundial, Storm World Tour, Turunen anunciou que já estava trabalhando em novas canções e apresentou ao público as faixas "Enough" e "Wisdom of Wind", mas elas foram lançadas em um single independente, e a cantora também lançou outra inédita, "The Seer", no extended play (EP) homônimo ao fim daquele ano. No início de 2009, Tarja fez uma pausa na turnê e dedicou esse tempo para trabalhar em novas composições durante suas férias na Ilha de Ibiza, na costa espanhola e, em 25 de janeiro, ela postou em seu blog algumas informações sobre seu novo álbum, tendo de seguida revelado o título:
| “ | Meus queridos, Feliz 2009! Nos últimos meses eu estive escrevendo muitas músicas para meu novo álbum.[...] Escrever música é sempre um incrível processo de aprendizagem e eu estou adorando falar sobre isso com muitas pessoas diferentes. O processo de composição continua e eu ainda tenho muitas músicas para finalizar [...] Para My Winter Storm eu criei o título no início da produção e isso me ajudou a lhe desenvolver um conceito, e para o novo álbum eu decidi fazer o mesmo, então eu procurei um título que me inspirasse, que tivesse algo em comum com todas as letras; [...] Então eu vou deixá-los com o título do meu novo álbum: What Lies Beneath. | ” |

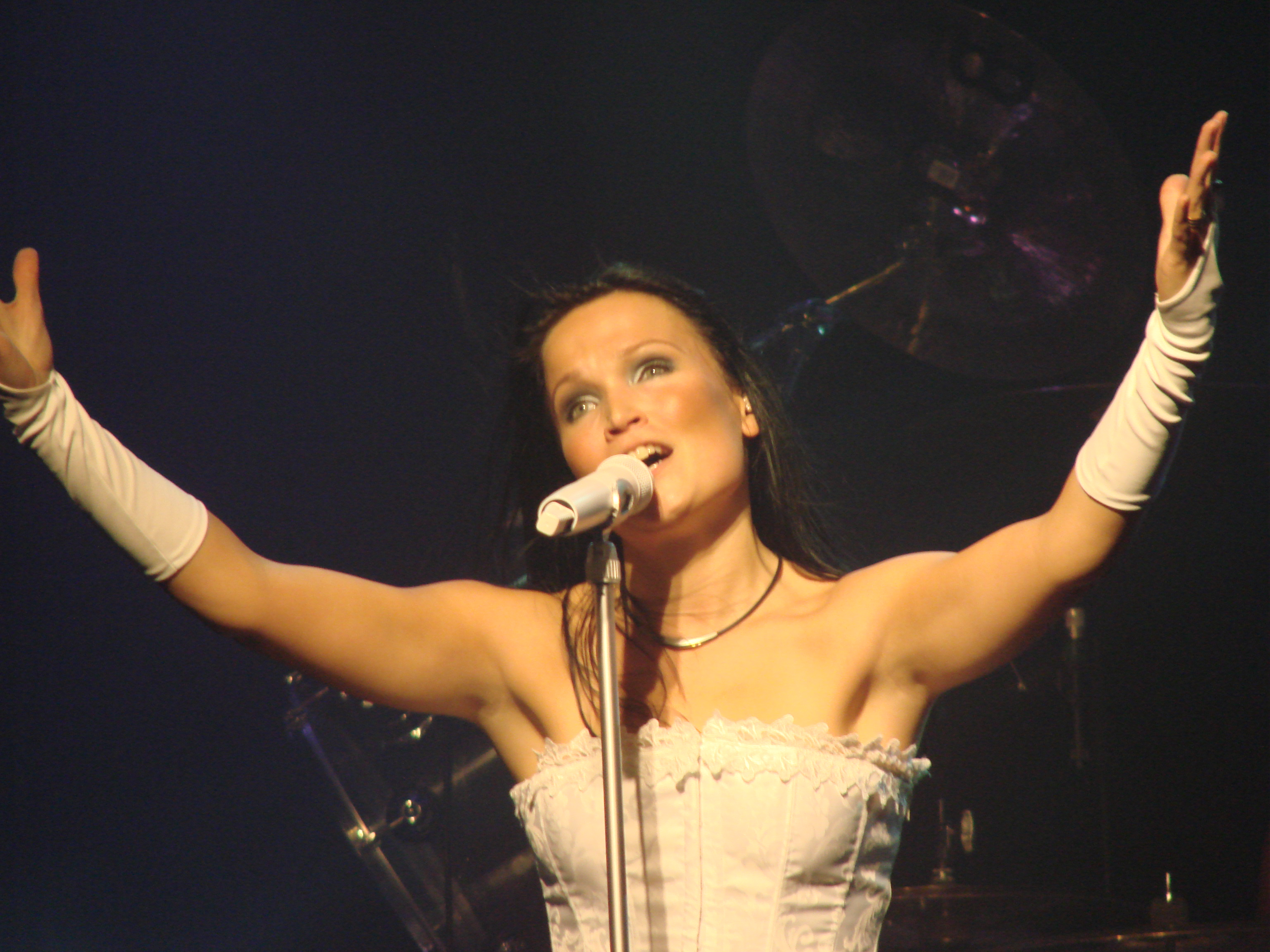
A cantora Tarja Turunen, que foi a principal produtora de um álbum pela primeira vez em sua carreira.

Em 16 de janeiro de 2010, Tarja criou um novo blog e, em sua primeira postagem, ela falou da primeira canção totalmente finalizada, "Naiad", postando a letra completa, e ainda revelou que tinha outras trinta e três canções das quais ela escolheu gravar dezessete, guardando as demais para usos futuros. Assim como é comum em gravações musicais, a Bateria foi o primeiro instrumento a ser gravado, com Mike Terrana realizando o trabalho entre os dias 4 e 8 de fevereiro de 2010, em Hollola, na Finlândia, onde também esteve presente o baterista Will Calhoun, que gravou a faixa "Crimson Deep", mas "The Crying Moon" foi a primeira faixa que começou a ser gravada. O tecladista Christian Kretschmar também trabalhou em Hollola, mas terminou seus arranjos em seu próprio estúdio em Hamburgo, na Alemanha. As gravações de guitarra, por Alex Scholpp, e de baixo, por Doug Wimbish, começaram em 13 de fevereiro de 2010.
Apesar de ter escolhido deixar para gravar os vocais definitivos em Buenos Aires, Tarja aproveitou os estúdios de Hollola para alguns vocais principais, e também alguns provisórios, substituídos mais tarde. Em março, ela viajou para Los Angeles, nos Estados Unidos, para supervisionar os trabalhos com orquestra e corais nos estúdios da Remote Control, onde foram escritas as partituras, e a gravação foi feita pela Slovakia Philarmonic Orquestra em Bratislava, na Eslováquia, além do grupo Van Canto também ter colaborado com as orquestras na faixa "Anteroom of Death". Após Los Angeles, Tarja voou para Buenos Aires para gravar os vocais para as seis faixas pendentes.
Em abril, Tarja fez uma pausa nas gravações para se apresentar com a banda Scorpions na Europa, mas, quando voltou aos estúdios, ela gravou as partes de piano para "Underneath" e "Archive of Lost Dreams", mas que ao vivo são executadas com teclado, e apesar de ser a principal produtora, Tarja contou com o alemão Colin Taylor para supervisionar o trabalho. Em 14 de abril, Tarja postou em seu blog afirmando que o álbum já estava gravado, revelou a arte da capa, feita pelo artista americano Dirk Rudolph, e finalmente divulgou as datas de lançamento.

## Canções e estilo

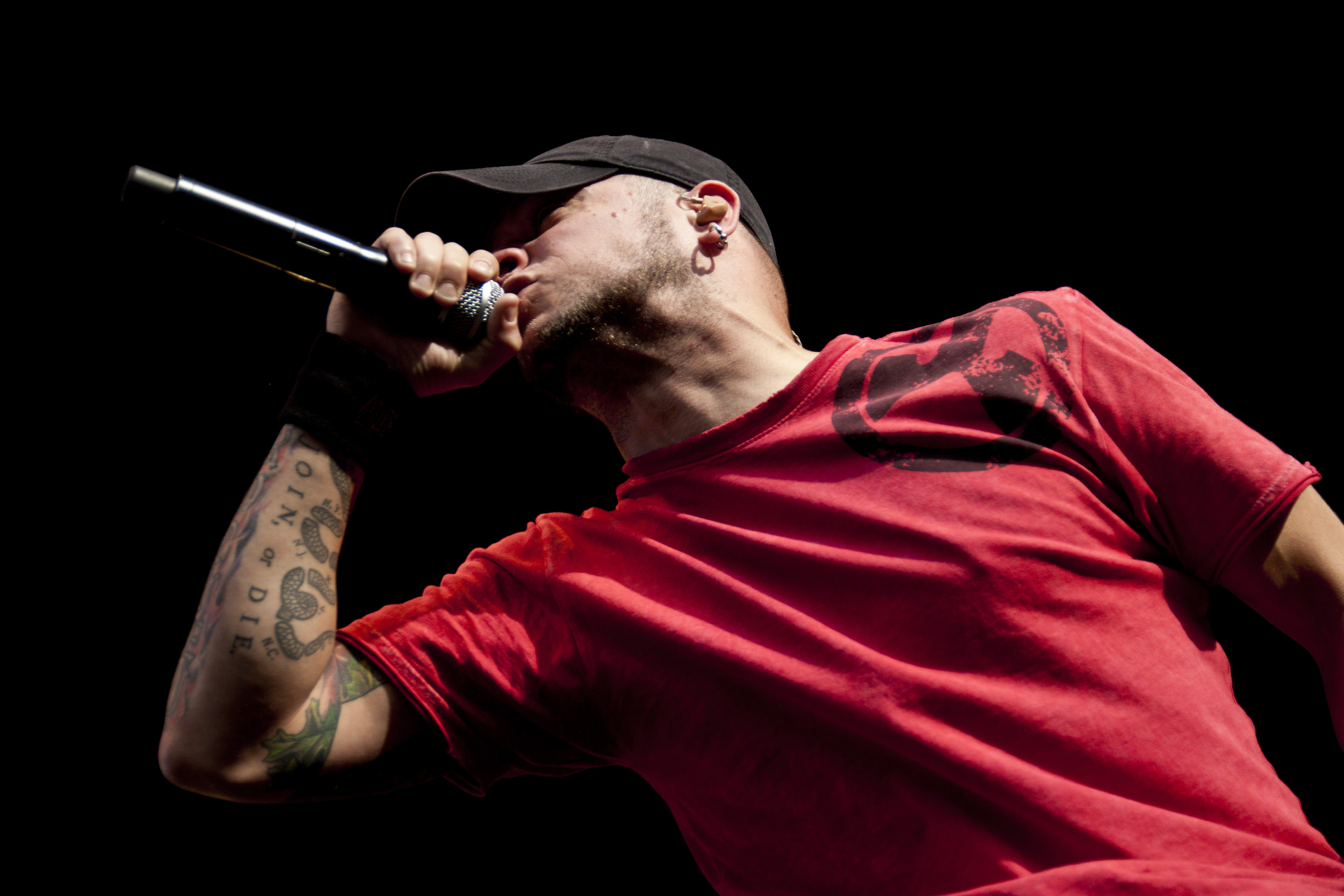
Philip Labonte, que canta na faixa "Dark Star".

Em What Lies Beneath, Tarja teve total controle criativo, e, sendo uma cantora com influências dos mais diferentes estilos, desde a música clássica até o heavy metal, Tarja desenvolveu um disco que mescla os mais diferentes gêneros, contendo canções pesadas, com marcantes riffs de guitarra, como "Little Lies", e trazendo também áreas de ópera como "Rivers of Lust". A faixa inicial, "Anteroom of Death", possui uma introdução que soa como a declamação de um poema, um refrão hard rock e a presença do coral alemão Van Canto, criando uma atmosfera de ópera, enquanto que "Until My Last Breath" possui um ritmo mais definido, planejada para ser um single, e "I Feel Immortal" é a primeira balada do disco, possuindo alguns efeitos eletrônicos no final, e também possui a presença marcante de um violino em contraste com a leve entonação de uma guitarra, sendo uma canção também projetada para as rádios.
"In For a Kill" é a primeira faixa que soa realmente pesada, com influências do thrash metal, e a faixa seguinte é a área de ópera "Rivers of Lust", sendo que a próxima canção é "Little Lies", a segunda faixa heavy metal do disco, e esse alinhamento foi proposital, pois Tarja queria criar um grande contraste de sons no disco, com a faixa seguinte sendo "Underneath", uma balada baseada em um piano calmo, com um solo de guitarra antes do refrão final. "Dark Star" é uma canção de hard rock, adaptada como um dueto entre Tarja e o cantor americano Philip Labonte, e "Falling Awake" também é uma canção de hard rock, com influências de bandas dos anos 80 como Whitesnake e Alice Cooper, e o solo da canção foi feito por Joe Satriani, um dos guitarristas mais renomados do mundo.
"Archive of Lost Dreams" é outra balada baseada em piano, e "Crimson Deep" foi feita para ser a canção mais diferenciada do álbum, Tarja a desenvolveu com uma atmosfera psicodélica, com influência de grupos como Pink Floyd e Black Sabbath, sendo uma faixa com a guitarra em evidência e um coral ao fundo, com o piano reforçando o som psicodélico. "Naiad" não possui guitarra, apenas um leve acompanhamento de violão, mas com baixo e bateria em evidência, e possui diferentes sons eletrônicos do começo ao fim, e "Still of the Night" é uma regravação da faixa original, lançada pela banda Whitesnake em 1987. "The Crying Moon" traz a própria Tarja fazendo as vozes de apoio para seu próprio vocal, e também traz um solo de baixo no lugar da guitarra, e outra faixa bônus, "Montañas de Silencio", é uma canção acústica cantada em espanhol.

## Lançamento e recepção
| Críticas profissionais  | Críticas profissionais |
| Avaliações da crítica   | Avaliações da crítica  |
| Fonte                   | Avaliação              |
| ----------------------- | ---------------------- |
| Allmusic                | [ 10 ]                 |
| About.com               | [ 11 ]                 |
| Sputnikmusic            | [ 12 ]                 |
| Sonic Shocks            | [ 13 ]                 |
| Reflections of Darkness | [ 14 ]                 |
| Metal Storm             | [ 15 ]                 |

Assim que foi lançado, What Lies Beneath se saiu muito bem nas paradas europeias, tendo sido o álbum de heavy metal mas vendido na Itália em sua primeira semana, e estreou em quarto lugar nas paradas alemãs, além de também ter estreado em sétimo lugar na Finlândia e em vigésimo quarto lugar no Top Heatseekers, a parada da Billboard americana que lista novos artistas com carreiras em desenvolvimento, e alcançou o décimo terceiro lugar na lista da Billboard que destaca os álbuns mais vendidos da semana na Europa. O álbum ainda entrou nas paradas do México e do Reino Unido, e, no total, o álbum passou dois meses nas paradas finlandesas e um mês e duas semanas nas paradas austríacas, além de também ficado um mês inteiro na lista dos discos mais vendidos na Suíça.
Após o controverso My Winter Storm, que dividiu a opinião dos críticos em 2007, Tarja recebeu ótimas avaliações por seu novo disco, principalmente pelos vocais e pela variação de estilos, que caracterizam a carreira da cantora. William Ruhlmann, do Allmusic, notou uma certa influência do grupo Queen sobre o álbum, comparando "Anterrom of Death" com "Bohemian Rhapsody", um sucesso do grupo que também é dividido em vários estilos, e George Pacheco, do About.com, também foi muito positivo em sua resenha, escrevendo que o álbum possui "letras honestas" e que Tarja soou "no ponto", estando acompanhada por músicos "impressionantes", e terminou sua avaliação escrevendo que a cantora, sempre que abre os lábios, prova que seu talento não está apenas escondido atrás do heavy metal. Kyle Ward, do Sputnikmusic, escreveu que as baladas "brilham" e que os convidados "impressionam", mas notou que o álbum soa um pouco "estagnado" devido a duração semelhante de quase todas as faixas, e terminou descrevendo o disco como "muito aproveitável".
Vinícius Castelli, do Whiplash.net, escreveu que "a mistura entre o peso das guitarras e a voz lírica de Tarja continua firme e forte, porém a receita parece mais madura", e notou que Tarja explora bem os arranjos nas canções, e explora também seu lado mais sombrio, e Ben Ami Scopinho, no mesmo website, escreveu que o disco "não oferece muito mais do que se espera como fruto da cena musical da Finlândia, mas quando se tem na equação uma voz como a de Tarja, cujo alcance vai para muito além da esfera do Symphonic e Gothic Metal, fica a certeza de que existe um relevante diferencial no resultado".

## Turnê promocional

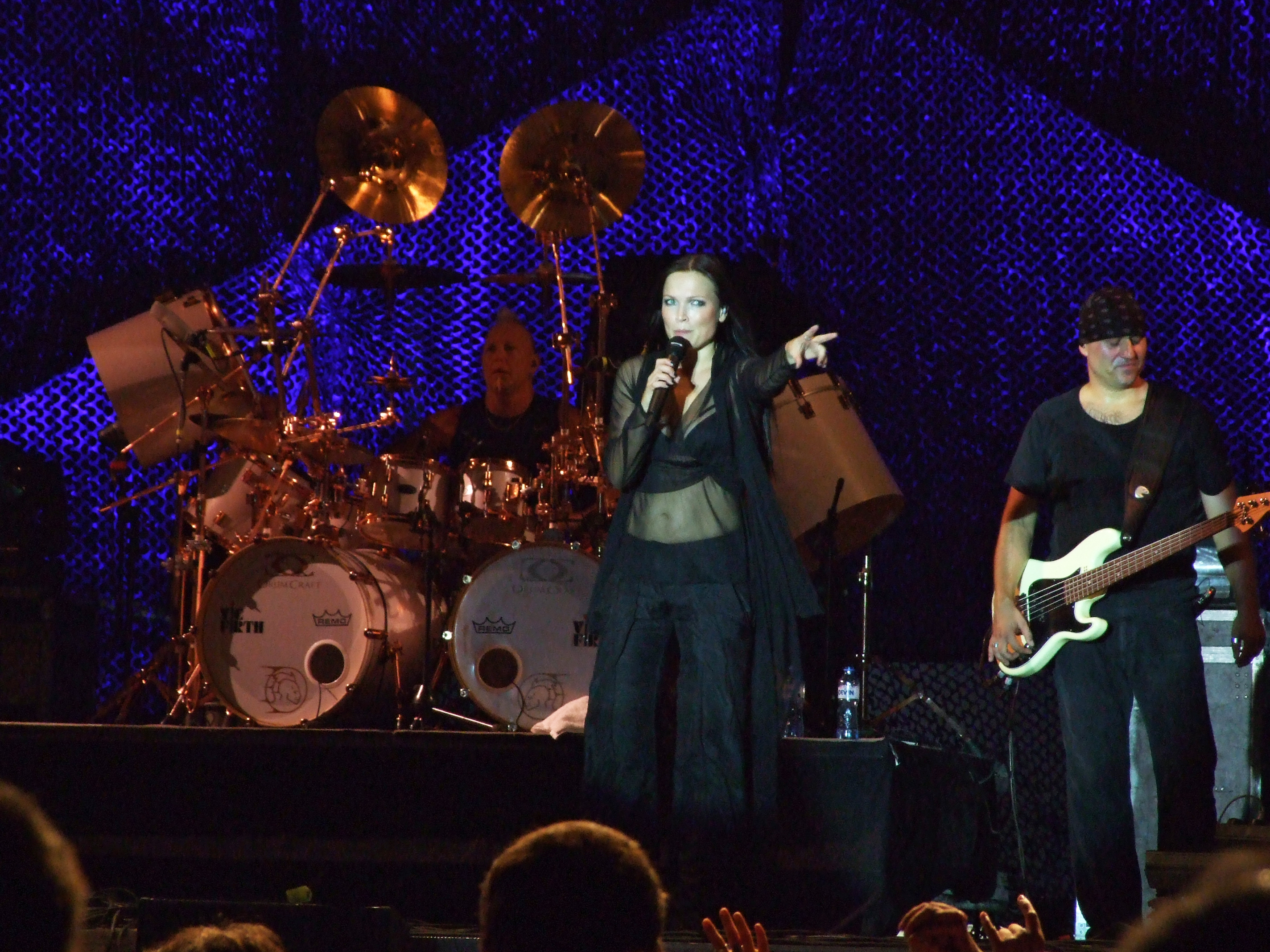
Tarja ao vivo na Bulgária em 2010.

Para promover o álbum, Tarja realizou a What Lies Beneath World Tour, que iniciou em 12 de junho de 2010, e acabou em 8 de abril de 2012.
Tarja começou a turnê com uma série de apresentações em festivais de rock e heavy metal na Europa, sendo que os concertos no Miskolc Opera Festival e no Masters of Rock foram datas especiais em que Tarja foi a atração principal da noite e se apresentou acompanhada por uma orquestra completa. Ainda em 2010, ela realizou uma turnê na Europa que teve concertos próprios e uma série de datas em que ela abriu para o cantor Alice Cooper na Alemanha. Houve mais uma etapa de datas próprias na Europa em 2011, seguida por outra temporada de festivais, incluindo uma participação no Rock in Rio ao lado da banda Angra, no Palco Sunset, e, em 2012, ela realizou outra longa série de apresentações na Europa, incluindo seu primeiro concerto próprio em Portugal.
Tarja se apresentou nas Américas duas vez durante a turnê, em 2011, com três concertos no Brasil, nas cidades de São Paulo, Rio de Janeiro e Brasília, além de datas em vários outros países da América do Sul, e, em 2012, Tarja se apresentou novamente em São Paulo e no Rio de Janeiro, além de Porto Alegre, e novamente em outros países do continente.

## Faixas
| N.º | Título                    | Compositor(es)                                                           | Duração |  |
| 1.  | "Anteroom of Death"       | Tarja, Michelle Leonard e Kiko Masbaum,                                  | 4:45    |  |
| 2.  | "Until my Last Breath"    | Tarja e Johnny Andrews                                                   | 4:27    |  |
| 3.  | "I Feel Immortal"         | Tarja, Kerli Kõiv, Toby Gad e Lindy Robbins                              | 4:35    |  |
| 4.  | "In for a Kill"           | Tarja, Anders Wollbeck e Matthias Lindblom                               | 4:42    |  |
| 5.  | "Underneath"              | Tarja e Johnny Andrews                                                   | 5:28    |  |
| 6.  | "Little Lies"             | Tarja, Johnny Andrews e Alex Scholpp                                     | 4:41    |  |
| 7.  | "Rivers of Lust"          | Tarja, Jessika Lundstrom, Kid Crazy, Johan Westmar e Kristoffer Karlsson | 4:26    |  |
| 8.  | "Dark Star"               | Tarja e Johnny Andrews                                                   | 4:33    |  |
| 9.  | "Falling Awake"           | Tarja e Johnny Andrews                                                   | 5:17    |  |
| 10. | "Archive of Lost Dreams"  | Tarja                                                                    | 4:53    |  |
| 11. | "Crimson Deep"            | Tarja, Bart Hendrickson e Angela Heldmann                                | 7:35    |  |
| 12. | "We Are[a]"               | Tarja, Anders Wollbeck e Matthias Lindblom                               | 4:16    |  |
| 13. | "Naiad[a]"                | Tarja, Torsten Stenzel, Adrian Zagoritis e Angela Heldmann               | 7:19    |  |
| 14. | "Still of the Night[a]"   | David Coverdale, John Sykes                                              | 6:33    |  |
| 15. | "Montañas de Silencio[b]" | Tarja e Martin Tillman                                                   | 4:25    |  |
| 16. | "The Crying Moon[a]"      | Tarja                                                                    | 3:55    |  |

↑ a Essas faixas são bônus na "Edição Deluxe" do álbum lançada apenas na Europa.
↑ b Essa faixa, cantada em espanhol, foi lançada nas edições para Argentina, México e Espanha, além de também substituir "I Feel Immortal" na edição para os Estados Unidos.

## Desempenho nas paradas
| País           | Parada (2010)                           | Melhor posição |
| -------------- | --------------------------------------- | -------------- |
| Alemanha       | Media Control Charts                    | 4              |
| Áustria        | IFPI Áustria                            | 12             |
| Bélgica        | Ultratop (Wallonia) Ultratop (Flanders) | 38 46          |
| Europa         | European Top 100 Albums                 | 13             |
| Estados Unidos | Billboard's Top Heatseekers             | 24             |
| Finlândia      | Mitä hittiä                             | 7              |
| Grécia         | IFPI Grécia                             | 14             |
| Hungria        | Mahasz                                  | 30             |
| Itália         | Metal Albums Chart                      | 1              |
| México         | Mexican Albums Chart                    | 74             |
| Países Baixos  | MegaCharts                              | 45             |
| Polónia        | Polish Music Charts                     | 28             |
| Reino Unido    | UK Rock Chart                           | 11             |
| Chéquia        | IFPI Česká Republika                    | 6              |
| Rússia         | Russian Music Charts                    | 14             |
| Suécia         | Svensktoppen                            | 45             |
| Suíça          | Swiss Music Charts                      | 11             |

## Créditos
A seguir estão listados os músicos e técnicos envolvidos na produção de What Lies Beneath.

### Banda principal
- Tarja Turunen- Vocal principal e piano ("Underneath" e "Archive of Lost Dreams")
- Alex Scholpp - Guitarra e violão
- Doug Wimbish - Baixo
- Christian Kretschmar- Teclado e sintetizadores
- Mike Terrana - Bateria e percussão
- Max Lilja - Cello
- Slovakian Orchestra and Choir - Orquestra e coro de fundo

### Convidados
- Van Canto - Coro de fundo ("Anteroom of Death")
- Jyrki Lasonpalo, Rémi Moingeon e Pauline Fleming - Violino ("Anterrom of Death")
- Johnny Andrews - Teclado adicional ("Until My Last Breath")
- Julián Barrett - Guitarra ("I Feel Immortal")
- Kid Crazy - Piano ("Rivers of Lust")
- Lahti Phillarmonic Orchestra - Violinos e cellos ("Rivers of Lust")
- Philip Labonte - Vocal ("Dark Star")
- Joe Satriani - Guitarra ("Falling Awake")
- Marzi Nyman - Violão ("Archive of Lost Dreams")
- Will Calhoun - Bateria ("Crimson Deep") e percussão ("Until My Last Breath")
- Bart Hendrickson - Baixo ("Crimson Deep")
- Timo e Toni Turunen - Vocal de apoio ("Still of the Night")

### Equipe técnica
- Tarja Turunen e Colin Taylor- Produção
- Stefan Sebastian Schmidt - Arranjos
- Jetro Vainio - Engenheiro de som
- Mel Wesson - Designer de som e masterização
- Tim Palmer, Colin Richardson e Slamm Andrews - Mixagem
- Jim Dooley e Tim Davies - Condução de orquestra
- Dirk Rudolph - Arte da capa